# Џеј Фадо
Џеј Фадо (Оксфорд, 15. јул 1999) је британски репер који се прославио песмом Coastin. На Балкану је препознатљив по дуету "Плеши" који је снимио са српским репером Војажем.

## Дискографија
Синглови
- Coastin (2019)
- Elevate (2019)[3]
- Coastin 2 (2020)
- Know no better (2020)
- My style (2021)
- Papes up (2021)
- Плеши (2021) са Војажем[4][5]
- Juicy (2022)
- Hold this (2022) са ХСТики Токи